# الحياة الشخصية لمصطفى كمال أتاتورك
كانت الحياة الشخصية لمصطفى كمال أتاتورك موضوعًا للعديد من الدراسات والتحليلات. أسس أتاتورك الجمهورية التركية وشغل منصب رئيسها من عام 1923 حتى وفاته في 10 نوفمبر 1938. ووفقًا للمؤرخ التركي كمال كربات، تضمنت قائمة المراجع الحديثة لأتاتورك 7010 آلاف من مصادر مختلفة. حياة أتاتورك الشخصية مليئة بالخلافات، بدءًا من مكان ولادته وحتى اسمه الكامل الصحيح. وكانت تفاصيل زواجه دائما موضوعًا للنقاش. وقد نوقشت معتقداته الدينية في الحياة السياسية التركية مؤخرًا أثناء احتجاجات الجمهورية خلال الانتخابات الرئاسية عام 2007.
تُعتبر شخصية أتاتورك موضوعًا مهمًا للمُؤرخين وعامة الناس وتحديدًا في تركيا. الكثير من المعلومات الشخصية الجوهرية عنه تأتي من مذكرات رفاقه، الذين كانوا في بعض الأحيان منافسيه وأصدقائه.
بعض المعلومات الموثوقة مصدرها علي فؤاد سيبيسوي، وكاظم قرة بكر، وخالدة أديب أديفار، وعلي كيليج، فالح رفقي أطاي، وعفت عنان، وهناك أيضًا تحليل ثانوي بواسطة باتريك بلفور، والبارون كينروس الثالث ، وأندرو مانجو، ومؤخرًا فاميك د. فولكان ونورمان إيتسكويتز.

## الاسم
في التقاليد التركية، للأسماء قيم فخرية أو تذكارية إضافية إلى جانب وظيفة التعريف النحوية الخاصة بها. من الممكن ترجمة الاسم من اللغة التركية إلى لغات أخرى، ولكن يجب الاهتمام لكون شكل الأسماء يختلف من لغة إلى أخرى. أتاتورك كان اسمه مصطفى عند ولادته. ومعناه هو "المختار"، وهو لقب النَّبيُّ مُحمَّد، وكان اسمًا شائعًا في ذلك الوقت. درس الشاب مصطفى في مدرسة سالونيك العسكرية، (سالونيكي حاليًا وتقع في اليونان الحديثة)، حيث أعطاه مدرس الرياضيات الكابتن أسكوبلو مصطفى صبري بك الاسم الإضافي "كمال" ("الكمال") بسبب تحصيل تلميذه الأكاديمي. والذي يدل على تفوقه.
في 27 نوفمبر 1911، تمت ترقية مصطفى كمال إلى رتبة بكباشي، وهي رتبة عسكرية عثمانية تعني قائد "ألف جندي"، أي ما يعادل رتبة رائد في الجيش التركي الحديث. ونظرًا لأن "باي" كان لقبًا شائعًا في الرتب العسكرية العثمانية يُطلق على جميع الرتب لبكباشي وما فوق، فقد تمت تسمية مصطفى كمال أفندي، من الآن فصاعدًا، باسم "مصطفى كمال باي". في 1 أبريل 1916، تمت ترقية مصطفى كمال إلى رتبة ميرليفا، أي ما يعادل اليوم اللواء. في الرتب العسكرية العثمانية، كان لقب باشا شائعًا يُطلق على جميع الرتب في ميرليفا وما فوقها، ومنذ ذلك الحين كان يُلقب باسم "مصطفى كمال باشا" (بالتركية: Paşa).
كمال باشا، الذي شعر بالاشمئزاز من الاستسلامات والتنازلات التي قدمها السلطان للحلفاء، ومنه احتلال البريطانيين للقسطنطينية (المعروفة باسم إسطنبول باللغة الإنجليزية منذ عام 1930)، استقال من منصبه في 8 يوليو 1919. فهرب مصطفى كمال باشا من إسطنبول عن طريق البحر، مرورًا بدوريات البحرية الملكية البريطانية ونزل في مدينة سامسون الساحلية على البحر الأسود، لتنظيم مقاومة ضد احتلال قوات الحلفاء للأناضول. وبعد استقالته، أصدر الباب العالي في الحكومة العثمانية، مذكرة ضد مصطفى كمال باشا وحكمت عليه لاحقًا بالإعدام غيابيًا.
في 19 سبتمبر 1921، منحته الجمعية الوطنية التركية الكبرى لقب غازي، الذي يعني المحارب القديم أو الجريح، وهو ذو دلالة دينية إسلاميَّة لهزيمة القوى غير الإسلامية، ومنحته رتبة مشير لإنجازاته خلال فترة حكمه. ومن هذا الوقت فصاعدًا، سيُنادى باسم "غازي مصطفى كمال".
في 21 يونيو 1934، أقرت الجمعية الوطنية الكبرى بالحاجة إلى تسجيل واستخدام الألقاب الوراثية الثابتة. تم اقتراح قانون اللقب ودخل حيز التنفيذ فيما بعد. وفي 24 نوفمبر 1934، أصدر المجلس قانونًا خاصًا لمنح مصطفى كمال لقب "أتاتورك"، والذي يترجم إلى "أبو الأتراك"، وحدد له "أتاتورك" كلقب فريد.

### قائمة الأسماء والألقاب
- الميلاد: علي رضا أوغلو مصطفى
- تسعينيات القرن التاسع عشر: مصطفى كمال
- 1911: مصطفى كمال بك
- 1916: مصطفى كمال باشا
- 1921: غازي مصطفى كمال باشا
- 1934: كمال أتاتورك
- 1935: كمال أتاتورك
- 1937: كمال أتاتورك[18]

تقول مجلة تايم: "رجل ذو سبعة أسماء. كان لهذا الرجل الأشقر، أزرق العينين، ذو الرقبة الخشنة سبعة أسماء قبل وفاته باسم كمال أتاتورك". ومع ذلك، عاد أتاتورك إلى التهجئة القديمة لكلمة كمال اعتبارًا من مايو 1937 وما بعده.

## تاريخ الميلاد
بسبب الاختلافات بين تقاويم تلك الفترة، فإن تاريخ ميلاد أتاتورك الدقيق غير معروف. اعترفت الدولة العثمانية بالتقويم الهجري والتقويم الرومي. كان التقويم الهجري تقويمًا إسلاميًا، يستخدم للاحتفال بالأعياد والمُناسبات الإسلاميَّة. وكان قمريًا، وسنواته 354 أو 355 يومًا. بينما كان الرُّومي تقويمًا مدنيًا تم اعتماده عام 1839. لقد كانت شمسية، على أساس التقويم اليولياني. كلاهما يحسب الوقت من الهجرة، هجرة النَّبيُّ مُحمَّد إلى المدينة المنورة. بين التقويمين كانت هناك اختلافات كبيرة في الوقت المنقضي. تم إجراء إصلاحات مختلفة للتوفيق بينهما ولكن عادة ما كان هُنالك فرق.
تم تسجيل تاريخ ميلاد أتاتورك في السجلات العامة لمجلة سيلانيك التركية باسم آنو هيجري 1296 دون أي إشارة سواء كان ذلك بناءً على التقويم الرومي أو التقويم الهجري. ونظرا لهذا الارتباك، حدد أتاتورك عيد ميلاده ليتزامن مع عيد الاستقلال التركي، الذي أعلن أنه يوم 19 مايو 1919، وهو يوم وصوله إلى سامسون، في خطاب ألقاه عام 1927. إن تعريفه بعيد الاستقلال يعني اختياره للتقويم المدني، الذي يستمر فيه عام 1296 هـ المُوافق من 13 مارس 1880 إلى 12 مارس 1881. التواريخ الأخيرة موجودة في التقويم الغريغوري الذي اعتمده أتاتورك للتو للجمهورية الوليدة لأغراض التوحيد (في حين تم رفض التقويم اليولياني سابقًا). لذلك أدرج أتاتورك تاريخ ميلاده في جميع الوثائق الرسمية وغير الرسمية في 19 مايو 1881.
أخبرت والدته أتاتورك أنه ولد في يوم ربيعي، لكن أخته الصغرى مقبولة أتادان أخبرها آخرون أنه ولد ليلاً أثناء عاصفة رعدية.[بحاجة لمصدر] تلقى فائق رشيت أونات ردودًا مختلفة من جيران زبيدة هانم في سالونيك. وزعم البعض أنه ولد في يوم ربيعي، بينما ذكر آخرون أنه ولد في يوم شتوي إما في شهر يناير أو شهر فبراير. التاريخ الذي نال بعض القبول هو 19 مايو، وهو التاريخ نفسه الذي يعود أصله إلى المؤرخ رشيت سافيت أتابينن. بينما يُعتبر يوم 19 مايو البداية الرمزية لحرب الاستقلال التركية، وربط أتابينن يوم ميلاد أتاتورك ببداية حرب الاستقلال - وهي لفتة قدّرها أتاتورك.[بحاجة لمصدر] بل كانت هناك خطة لتأسيس يوم "غازي". قصة أخرى حول هذا التاريخ هي أن أحد المعلمين سأل أتاتورك عن تاريخ ميلاده، فأجاب بأنه لا يعرفه، وأن المعلم اقترح 19 مايو. ثم مرة أخرى، هناك طريقتان لتفسير ذلك؛ "19 مايو 1881 الغريغوري" يشير ضمنًا إلى الرومي 1 مارس 1297، وهو ما يتعارض مع المعلومات المسجلة الوحيدة، الرومي 1296. ومن الممكن أيضًا أن نقول "الرومي 19 مايو 1296"، مما يعني أن التاريخ يقع في العام الميلادي 1880.
تتجاهل بعض المصادر اليوم والشهر تمامًا، وتكتب تاريخ ميلاده بالميلادي 1880/81. المطالبات الأخرى هي:
1. ادعى أنور بهنان شابوليو أن أتاتورك ولد في 23 ديسمبر 1880 بالميلادي.[بحاجة لمصدر]
2. ادعى شوكت سوريا أيديمير أنه ولد في 4 يناير 1881 بالميلاد.[بحاجة لمصدر]
3. ادعى مختار كومرال، الرئيس السابق لجمعية مصطفى كمال، أنه ولد في 13 مارس 1881 بالميلادي، وذكر أنهم استخدموا تأريخ مقبول أتادان. وفي التحويل من الغريغوري إلى الرومي يُحدد اليوم في الرومي إلى 1 مارس 1297. صحة هذا الادعاء مشكوك فيها أساسًا، حيث أن السجل المكتوب يذكر الرومي 1296، وليس 1297.[22]
4. ادعى توفيق روستو أراس أن أتاتورك ولد في الفترة ما بين 10 مايو و 20 مايو. وذكر أنه تمت مشاركة هذه المعلومات مع أتاتورك، وأن أتاتورك رد "لماذا لا يكون 19 مايو".[بحاجة لمصدر]

آخر وثيقة هوية رسمية لأتاتورك (بالتركية: nüfus cüzdanı) لا يشمل اليوم والشهر، ولكن سنة 1881 كانت مُستخدمة. وهي معروضة في متحف أتاتورك في شيشلي. أعلنت جمهورية تركيا يوم 19 مايو 1881 رسميًا للجمهور ودبلوماسيًا لدى الدول الأخرى عيد ميلاده المقبول.

## الجنسية
لم تكن الإمبراطورية العثمانية دولة قومية ولم يتم الاحتفاظ بالسجلات على أساس الجنسية، بل على أساس الدين. امتد صعود القومية في أوروبا إلى الإمبراطورية العثمانية خلال القرن التاسع عشر وبدأ نظام المِلة في التدهور. استخدم والدا أتاتورك وأقاربه اللغة التركية كلغة أم لهُما، وكانوا جزءًا من جماعة الدخن الإسلامية. يعتقد البعض أن والده علي رضا أفندي، مثل الباحثين إسحاق فريدريك ماركوسون، وإرنست جاك ، وأندرو مانجو (من بين آخرين) أنه من أصل ألباني، بينما ووفقًا لفالح رفقي أتاي، وفاميك د. فولكان، ونورمان إتزكويتز (الأخيران يستشهدان بأتاي أصلًا)، كان أسلاف علي رضا من الأتراك، وينحدرون في النهاية من سوك في مقاطعة أيدين. الدليل على الأصل الألباني لعلي رضا هو أن جميل بوزوك، ابن عم كمال البعيد ومساعده لاحقًا، كان له جد ألباني، ادعى أنه كان على صلة قرابة بوالدي كمال. يعتقد البعض أن والدته زبيدة كانت من أصل تركي، مثل شوكت سُريَّا أيديمير، التي كتب أنها يوروك من البدو. ومع ذلك، هناك أيضًا بعض الاقتراحات حول أصله السلافي الجزئي، بالإضافة إلى أصل يهودي (من الدونمة).

### نظرية أصله اليهودي
تم نشر وتداول أصل أتاتورك المزعوم من الدونمة على نطاق واسع في الصحف والتقارير المعاصرة في أوائل القرن العشرين، بما في ذلك الصحف والتقارير البريطانية والأمريكية والتركية. وقد رد بعض الباحثين الأتراك المعاصرين بشكل سلبي على هذه الادعاءات، لأنها غالبًا ما تكون مصحوبة بتعليقات مهينة ضد أتاتورك، والتي عادة ما يدلي بها الإسلاميون الأتراك ومعارضو نظام أتاتورك بشكلٍ عام. وقد أشار بعض المعلقين إلى أنه وبسبب "قانون الجرائم المرتكبة ضد أتاتورك"، يتردد الناس في تركيا الإدلاء بتصريحات عامة أو حتى تلميحات واضحة للغاية فيما يتعلق بالأصول العرقية لأتاتورك لحساسية الأمر وتبعاته القانونيَّة.
وقد كتب الكثير عن صحة هذه الادعاءات، مؤيدة ومعارضة لها. هناك حالة واحدة فقط لدينا فيها بيان مباشر من أتاتورك ردًا على مثل هذه الادعاءات: كتب السياسي التركي جمال غراندا الذي شغل منصب كبير خدم أتاتورك بين عامي 1927-1938، في مذكراته عن موقف سمع فيه أتاتورك مزاعم حول ما يسمى بجذوره الدونمة وتعليقه على التعامل مع الأصل العرقي أو النسب لأي رجل دولة؛ ويواصل أتاتورك مقارنة نفسه بنابليون الذي رغم كونه فرنسيًا، إلا أنه كان من أصول إيطالية ويقول: "على الناس أن يخدموا المجتمع الذي يجدون أنفسهم فيه".

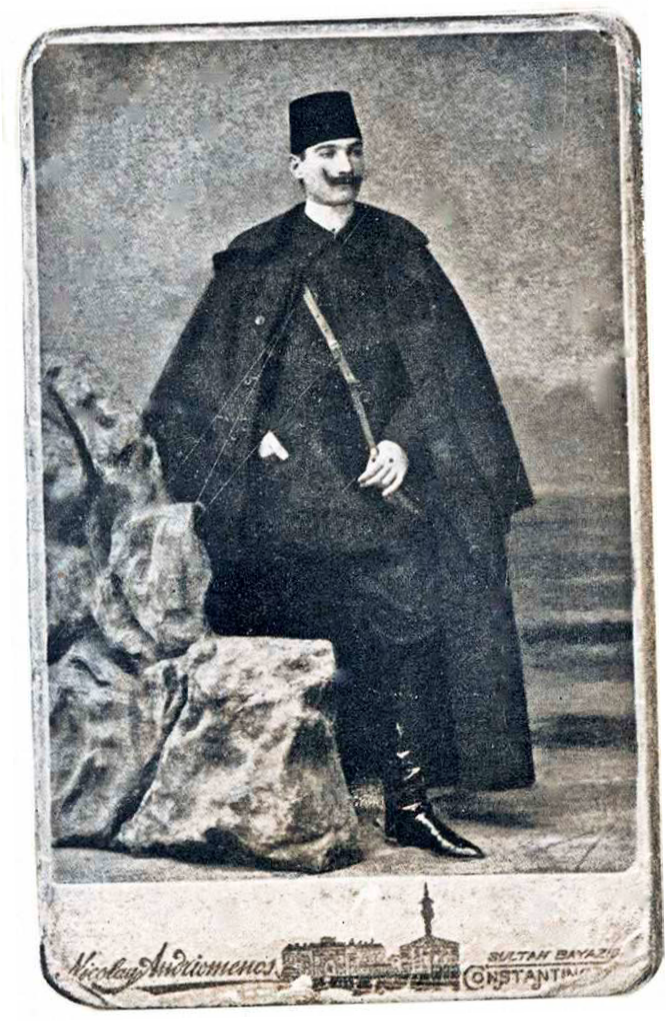
تم التقاط الصورة في محل تصوير أندريومينوس يوم التخرج من الأكاديمية الحربية

## زواجه

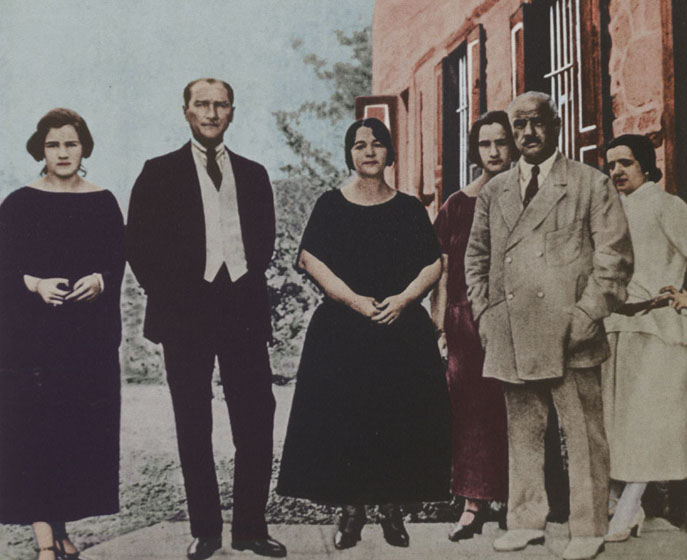
أتاتورك ولطيفة هانم (أقصى اليمين) مع عائلتها في أوائل عام 1923

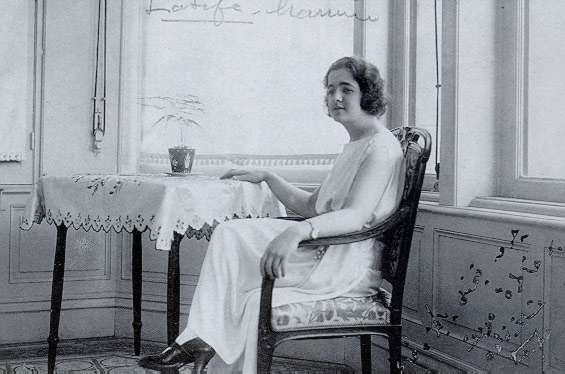
لطيفة زوجة مصطفى كمال (1923)

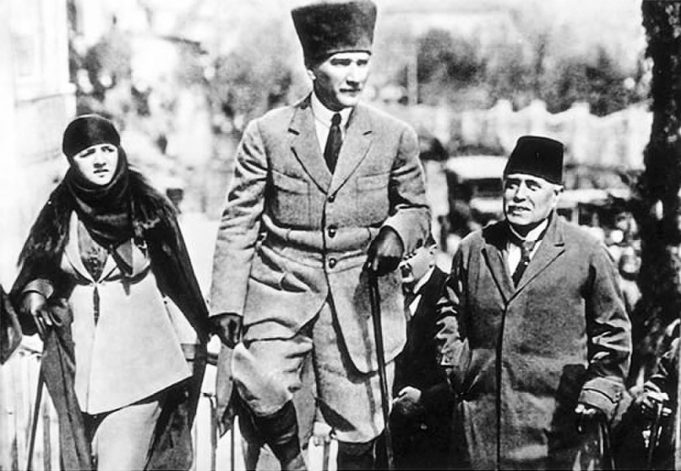
لطيفة وكمال في إحدى جولات الأناضول

تزوج أتاتورك مرة واحدة فقط، من لطيفة أوشاكليجيل (أو أوشاكي)، وهي امرأة تجيد عددًا من اللغات وواثقة من نفسها تلقت تعليمها في أوروبا وتنحدر من عائلة راسخة تمتلك السفن من سميرنا (إزمير حاليًا).
التقى أتاتورك بلطيفة أثناء استعادة سميرنا المحتلة في 8 سبتمبر 1922. حيث تمت دعوة أتاتورك إلى مقر إقامة أوساكليجيل أثناء إقامته في سميرنا (إزمير الآن). أتيحت له الفرصة لمراقبة لطيفة عن كثب. استمرت فترة التعارف الأولية بينهما لفترة قصيرة نسبيًا حيث اضطر للعودة إلى أنغورا (أنقرة الآن) في 2 أكتوبر. فتح أتاتورك اهتمامه بلطيفة عندما سألها "لا تذهبي إلى أي مكان. انتظريني". في 29 يناير 1923، رتب للحصول على إذن بالزواج من عائلتها، بمساعدة رئيس الأركان فوزي جاكماق. كان كاظم كارابكر حاضرًا في حفل زفافهما. ولم تكن هذه قرارات عشوائية.
في الثقافة التركية يطلب العريس من عائلته أو الأشخاص المحترمين الذين تربطه بهم علاقات وثيقة أن يقوموا بهذا الفعل. ولم تغط لطيفة وجهها خلال حفل الزفاف، رغم أنه كان من المعتاد خلال هذه الفترة أن تقوم العرائس بذلك. لم يقضوا شهر العسل بعد الزفاف مباشرة. حيث كانت انتخابات البرلمان قادمة. واستقبل ممثلي الصحف المحلية في اليوم التالي لحفل زفافه. استعد لخطابه العام في 2 فبراير. وكان شهر العسل، وهو جولة في الأناضول، فرصة لإظهار وجه زوجته المكشوف كنموذج للمرأة التركية الحديثة بعد الفترة العُثمانيَّة. وعلق أحد المراقبين قائلاً: "إنه ليس مجرد شهر عسل، بل هو درس في الإصلاح".
كسيدة أولى، كانت جزءًا من حركة تحرير المرأة، والتي بدأت في تركيا في أوائل العشرينيات من القرن الماضي. وأظهرت لطيفة وجهها للعالم بتحدٍ صدم وأسعد المتفرجين. لطيفة لم تكن ترتدي الحجاب بل غطت رأسها بالحجاب (بالتركية: Başörtüsü). وحثت النساء التركيات على فعل الشيء نفسه وضغطت من أجل حق المرأة في التصويت. أصدر أتاتورك قانونًا يمنح المرأة حق التصويت بعد انتخابه.[بحاجة لمصدر]
أصرت زوجته لطيفة على مرافقته إلى المدن الشرقية على الرغم من توقف زوجات المسؤولين الآخرين في سامسون ولم يسافرن إلى الشرق المدمر. كان اهتمام أتاتورك موجهًا إلى التجمعات التقليدية ولكنه كان من الصعب تحقيق التوازن بينهما. وبسبب ذلك، في أرضروم تحديدًا، وصلت لطيفة وأتاتورك إلى نقطة الانهيار في العلاقة بينهما. كان لديهم شجار عام. طلب أتاتورك من لطيفة الذهاب إلى أنغورا مع صديقها الموثوق به صالح بوزوك. تم الطلاق في 5 أغسطس 1925. ولا تزال ظروف طلاقهما مجهولة علنًا. وحظر أمر محكمة عمره 25 عاما نشر مذكرات ورسائل زوجته السابقة، التي ربما تحتوي على معلومات حول هذا الموضوع. وتحتفظ مؤسسة التاريخ التركي بالرسائل منذ عام 1975. وبعد انتهاء أمر المحكمة، قالت مؤسسة التاريخ التركي إن عائلة لطيفة أوشاكي طالبت بعدم الكشف عن الرسائل.

### أطفاله

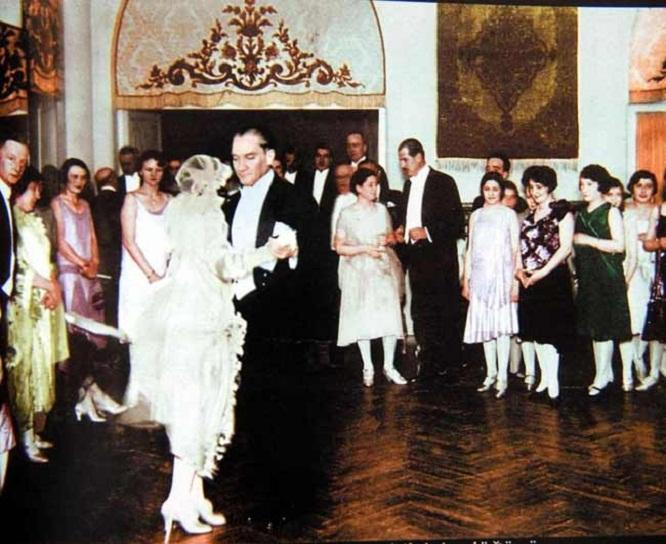
17 يناير 1929، حفل زفاف نبيل

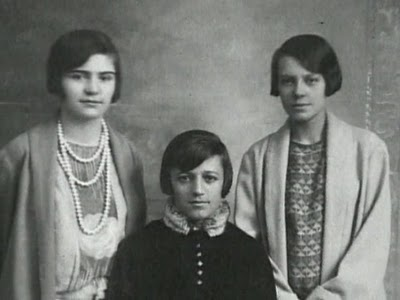
بنات مصطفى كمال بالتبني، من اليسار إلى اليمين: زهرة آيلين ورقية (إركين) وصبيحة (كوكجن).

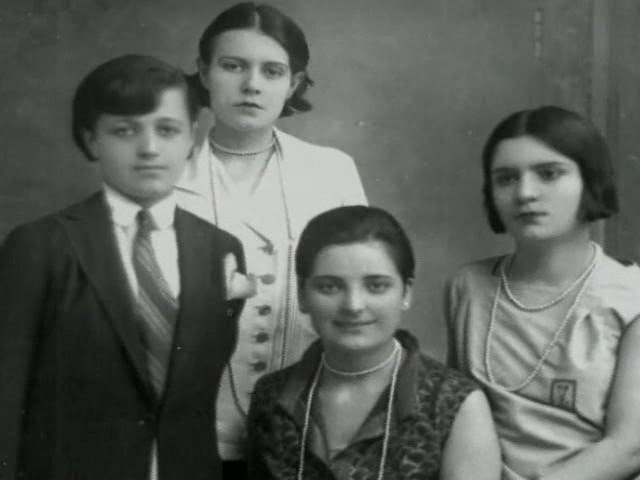
من اليسار إلى اليمين: رقية (إركين)، صبيحة (كوكجن)، آفت (إينان)، وزهرة آيلين.

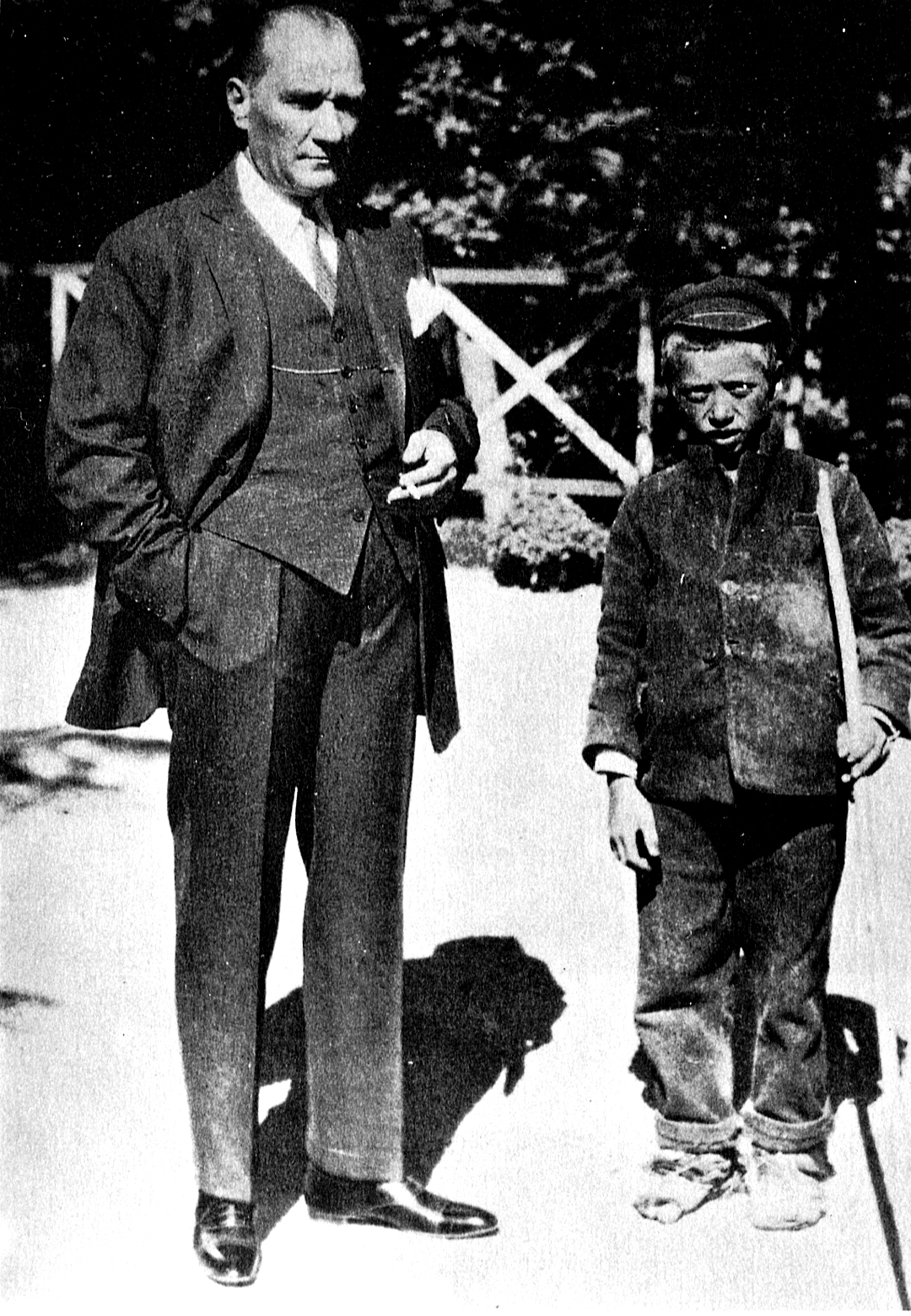
أتاتورك مع سيغرتماش مصطفى (مصطفى دمير، 1918–1987)، 1929

كان من أقواله "الأطفال هم بداية جديدة للغد". وأعلن يوم 23 أبريل "يوم الطفل" و19 مايو "يوم الشباب والرياضة". يُعتبر يوم الطفل بمثابة ذكرى افتتاح الجمعية الوطنية التركية الكبرى في عام 1920. وجاءت تسمية يوم الطفل عام 1929 بناء على توصية مؤسسة حماية الطفل. يتم الاحتفال بكلا اليومين اليوم في تركيا. كما أن يوم الشباب والرياضة هو يوم عطلة وطنية في تركيا.[بحاجة لمصدر]
لم يكن لدى أتاتورك أطفال بيولوجيون من صُلبه وزواجه ولكن كان لديه ثماني بنات بالتبني وابن واحد. أسماء أبنائه هي زهرة إيلين، صبيحة (كوكجن)، رقية (إركين)، آفت (إنان)، نبيلة (بايورت)، عفيفة، فكرية، أولكو (دوغانكاي، أداتيبي لاحقًا)، ومصطفى. بالإضافة إلى ذلك، كان لديه طفلان تحت حمايته، عبد الرحيم تونجاك وإحسان.
في عام 1916، أخذ أتاتورك عبد الرحيم، البالغ من العمر ثماني سنوات، تحت حمايته. هناك صورة تظهر أتاتورك بزيه العسكري أثناء مهمته في ديار بكر برفقة المراهق عبد الرحيم. تم تكليف عبد الرحيم برعاية والدته زبيدة هانم. ولم يتذكر والديه البيولوجيين. أثار هذا تساؤلات حول ما إذا كان قد ترك يتيمًا أثناء الحملة القوقازية. ذكر عبد الرحيم أن أقدم ذكرياته تعود إلى منزل زبيدة هانم في أكارثر. أعطى أتاتورك لقب تونجاك لعبد الرحيم.[بحاجة لمصدر]
في عام 1924، أصبحت زهرة من أماسية ورقية من قونية تحت حمايته. سقطت زهرة حتى وفاتها من قطار بالقرب من أميان في 20 نوفمبر 1935. وخلص تحقيق الشرطة الفرنسية إلى أن الحادث كان انتحارًا وليس حادثًا. وفي 22 سبتمبر 1925، تبنى أتاتورك فتاة تبلغ من العمر 12 عامًا اسمها صبيحة، وهي يتيمة اقتربت منه في محطة قطار بورصة. تم إرسالها إلى روسيا للتدريب على الطيران. في 25 أكتوبر 1925، التقى أتاتورك بفتاة تبلغ من العمر 18 عامًا تدعى عفت عنان. حيث كانت ابنة صديق مقرب للعائلة، فقد فقدت والدتها، وتزوج والدها من امرأة أخرى. كانت تحاول كسب لقمة عيشها في سميرنا (إزمير) من خلال تعليم الفتيات الصغيرات. كانت تفتقر إلى التعليم المتقدم. دعم أتاتورك نفقات تعليمها المسبقة، بينما واصلت إعالة نفسها من خلال التدريس. وفي وقت لاحق، أصبحت شخصًا موثوقًا به. طلب منها نسخ وتحرير خطاباته وإملاء مواده. في عام 1935، التقى أتاتورك بفتاة تبلغ من العمر ثلاث سنوات تدعى أولكو. كانت ابنة خادم والدته ومدير المحطة. وكانت الابنة الوحيدة التي بقيت قريبة منه  حتى أسابيع قليلة قبل وفاته.[بحاجة لمصدر]

بحسب أتاتورك:

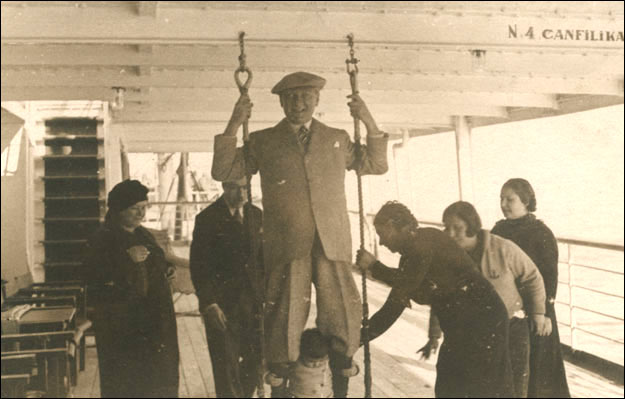
أتاتورك على متن سفينة إيجي البخارية خلال جولة في أنطاليا، فبراير 1935 م

«هناك صفة واحدة امتلكتها منذ طفولتي. في المنزل الذي كنت أعيش فيه. لم أحب أبدًا قضاء الوقت مع أختي أو مع صديق. منذ طفولتي كنت أفضّل دائمًا أن أكون وحيدًا ومستقلاً، هكذا عشت دائمًا. ولدي صفة أخرى: لم أصبر قط على أي نصيحة أو عتاب كانت والدتي – والدي مات مبكراً جداً – تضغط عليّ أختي أو أي من أقاربي المقربين حسب أضواءهم. يعرف الأشخاص الذين يعيشون مع عائلاتهم أنه لا يوجد نقص في التحذيرات البريئة والصادقة من اليسار واليمين. هناك طريقتان فقط للتعامل معهم. فإما أن تتجاهلهم أو تطيعهم. أعتقد أن أياً من الطريقتين ليست صحيحة».
إحدى وجهات النظر المتغيرة حول أتاتورك هي بصيرته وتعزيزه وتعزيزه للقيادة بين الثوار الأتراك. حيث تصوره المراجعات الأولية كقائد بلا منازع، والرجل الأعزب. تحلل الدراسات الحديثة هذه الفترة من المنظور الشعبوي الصرف، حيث كان لأنشطته القيادية تأثيرات واسعة النطاق على السياق السياسي والاجتماعي والثقافي للجمهورية الناشئة حديثًا. تعطي هذه الدراسات أدلة على قدراته على تعزيز التعاون بين مختلف الأشخاص، كما هو الحال في "تاريخ النضال الوطني المجلدات من الأول إلى الخامس".

### حياته الجنسية
أشارت تقارير المخابرات العسكرية البريطانية الصادرة في يناير 1921 والتي كتبها تشارلز هارينجتون إلى تورُّط أتاتورك بقيامه بمُمارسات سماها "رذيلة أتاتورك المثلية". ومع ذلك، يشير المؤرخ البريطاني إي إل ماكفي إلى أن هذه التقارير ربما جاءت من أعداء أتاتورك لتشويه سمعته. ووفقًا لكاتبي السيرة الذاتية البريطانيين إتش سي أرمسترونج وباتريك بلفور، والمؤلف التركي عرفان أورجا (الذي خدم تحت قيادته)، كان أتاتورك ثنائي الجنس، أي أنه يميل للذكور والإناث جنسيًا. كان كتاب أرمسترونغ هو أول سيرة ذاتية لأتاتورك، وقد نُشر خلال حياته وهو مثير للجدل: حيث انقسم المراجعون حول ما إذا كانت سيرة ذاتية واقعية أم خيالية استفزازية. عندما ترجمها الصحفي التركي بيامي صفا لأول مرة إلى اللغة التركية، قام بمراقبة المقتطفات المتعلقة بالحياة الجنسية لأتاتورك بسبب السيطرة التامة على صورة أتاتورك في نفوس الأتراك وإخماد أي صورة أو دعاية مُعادية لصورته. وبالمثل، فقد خضعت ادعاءات المثلية الجنسية للرقابة في جميع الترجمات اللاحقة، بما في ذلك الترجمة الأخيرة في عام 2013. تذكر موسوعة مجتمع الميم في كتاب شواذ في التاريخ نقلاً عن بلفور أن أتاتورك كان لديه توجه جنسي. ويشير مؤرخ الميم الفرنسي مايكل ليريفيري إلى أن أتاتورك في كتابه كان مثليًا جنسيًا. في عام 2007، احتجت السلطات التركية بعد إدراج أتاتورك ضمن قائمة المثليين ومزدوجي التوجه الجنسي المشهورين في كتاب عن رهاب المثلية، والذي نشره وزير التعليم في الجالية الفرنسية في بلجيكا والموجه إلى المعلمين. تمت إزالة القائمة من الطبعة القادمة من الكتاب. وفي العام نفسه، حجبت محكمة تركية موقع يوتيوب بسبب مقطع فيديو يصف أتاتورك بأنه مثلي الجنس.

## حبه للطبيعة
كان أتاتورك عاشقًا لحصانه صقاريا وكلبه فوكس. كما تم ربطه أيضًا من خلال الروايات المتناقلة بالحفاظ على القط الأنقري بعد أن ورد مقالًا في مجلة ريدرز دايجست التركية زعم أن أتاتورك قال "سيتعرض خليفته للعض على الكاحل من قبل قطة بيضاء غريبة العين".
أنشأ أتاتورك مزرعة الغابة في عام 1925. حيث أراد أن تكون لديه مزرعة حديثة في ضواحي العاصمة تتضمن ملاذاً أخضر (مشتلاً) للناس. وقد طورت مزرعة الغابة برنامجًا لإدخال الماشية المستأنسة والبستنة في عام 1933. ونتيجة لاهتمام الأطفال بالحيوانات، شارك أتاتورك في تطوير برنامج أصبح يعرف فيما بعد باسم "حديقة حيوان أنقرة". وهي حديقة الحيوانات الحديثة التي استغرق بناؤها 12 عامًا، وتُعد الأولى من نوعها في تركيا، حيث أعطت فرصة للناس لمراقبة الحيوانات خارج حدود السيرك والمعارض. يقضي أتاتورك مع ابنته الصغرى بالتبني أولكو وقته في مزرعة الغابة وطوال مراحل تطوير حديقة الحيوان حتى وفاته في عام 1938. وكان الافتتاح الرسمي في عام 1945.[بحاجة لمصدر]

## نمط حياته

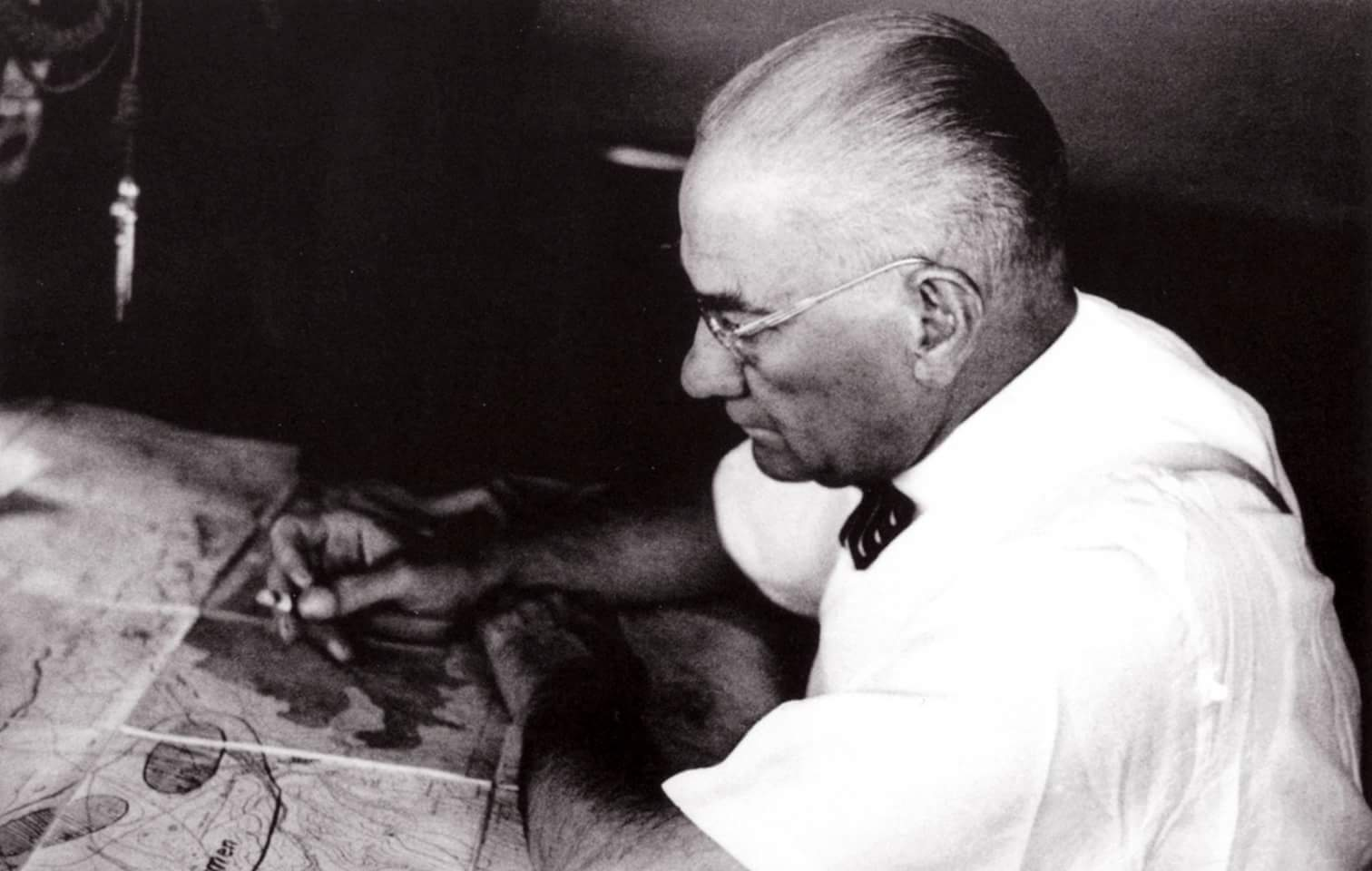
الدراسة خلال المناورات الكبرى في تراقيا (1937)

طوال معظم حياته، كان أتاتورك يشرب الخمر بشكل معتدل إلى كثيف، وغالبًا ما كان يستهلك نصف لتر من العرق المعرُوف بـ راكي في اليوم الواحد، كما أنه كان يدخن التبغ، خاصة على شكل سجائر. كان يحب قراءة الكتب والاستماع إلى الموسيقى والرقص وركوب الخيل والسباحة. ويحب لعب الطاولة والبلياردو. وكان مهتمًا برقص الزيبك والمصارعة والأغاني الروملية. وفي أوقات فراغه كان يقرأ كتباً عن التاريخ. وبدلاً من التعامل مع قضايا أخرى، قال له أحد السياسيين الذين يكرهون القراءة أكثر من اللازم: "هل ذهبت إلى سامسون بقراءة كتاب؟" فأجاب أتاتورك: "عندما كنت طفلاً كنت فقيراً. وعندما كنت أتقاضى فلسين كنت أعطي منهما قرشاً واحداً للكتاب، ولو لم يكن الأمر كذلك، لما فعلت شيئاً من هذا".
قال أتاتورك لوزير الخارجية الروماني في ذلك الوقت، فيكتور أنتونيسكو، في 20 مارس 1937:
| « | تصفحتُ مرةً الكتب وأردتُ أن أفهم ما قاله الفلاسفة عن الحياة. رأى بعضهم أن كل شيء مظلم. وقالوا: "بما أننا لا شيء وسنصل إلى الصفر، فلا مجال للفرح والسعادة خلال حياتنا المؤقتة على الأرض". قرأت كتبًا أخرى كتبها رجال أكثر حكمة. كانوا يقولون "بما أن النهاية هي صفر في كل الأحوال، فلنكن على الأقل فرحين ومبتهجين ما دمنا أحياء". بالنسبة لشخصي أنا أحب النظرة الثانية للحياة، ولكن ضمن هذه الحدود: الإنسان الذي يرى وجود البشرية كلها في شخصه هو إنسان مثير للشفقة. من الواضح أن هذا الإنسان سيهلك كفرد. إن ما هو ضروري لأي إنسان لكي يكون راضيًا وسعيدًا ما دام حيًا هو ألا يعمل من أجل نفسه، بل من أجل أولئك الذين سيأتون بعده. بهذه الطريقة فقط يمكن للإنسان الفاهم أن يتصرف. لا يمكن إيجاد اللذة والسعادة الكاملة في الحياة إلا بالعمل من أجل شرف الأجيال القادمة ووجودها وسعادتها. | » |

## اللغات والأدب
على الرغم من أن أتاتورك استخدم مترجمين فوريين في الاجتماعات الرسمية، خاصة في الأمور المهمة، إلا أنه كان يوصف بأنه متعدد اللغات. حيث أشار سفير الولايات المتحدة لدى تركيا تشارلز شيريل إلى أنه "في الاجتماع الأول، كما جرت العادة، كان يتحدث اللغة التركية فقط. وإذا كان مهتمًا بالموضوع، فإنه يواصل التحدث باللغة الفرنسية الممتازة".
هناك بعض الجدل حول اللغات التي يعرفها أتاتورك وإلى أي درجة من الكفاءة. ويزعم كتاب تركي أنه درس ما يصل إلى 22 لغة، بما في ذلك المنغولية والتبتية والمايا. وأنه ساهم في تطوير نظرية لغة الشمس المثيرة للجدل.[بحاجة لمصدر]

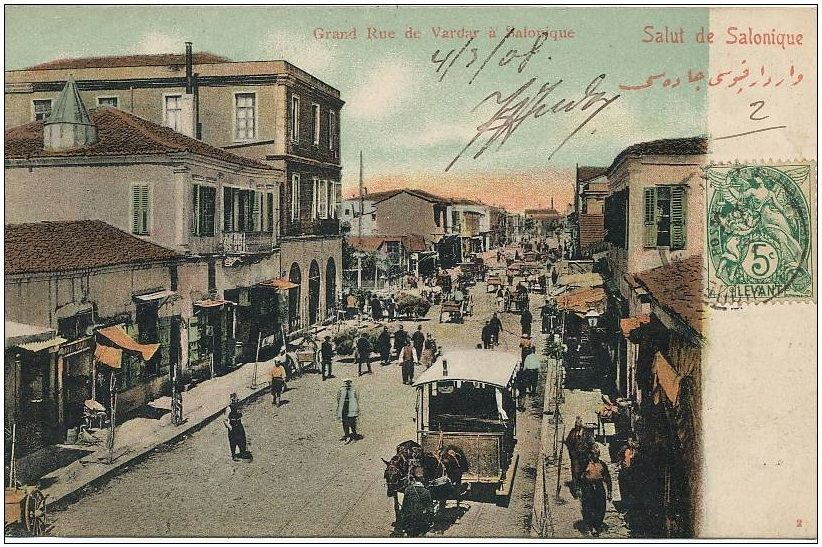
منظر لشارع فاردار، سالونيك.

نشأ أتاتورك في مدينة سالونيك، في اليونان الحديثة. وترعرع ضمن أسرة ناطقة بالتركية والتحق بالمدارس التركية المتوسطة. وفي عام 1890، عندما كان عمره حوالي 9 سنوات، كان اليونانيون يشكلون 14% من السكان بينما كانت نسبة البلغار 8%. وعلى الرغم من تعرضه للغة اليونانية، فمن غير الواضح إلى أي مدى كان يُجيدها. الصحفي التركي حفظي توبوز يعيد صياغة محادثة مع السياسي التركي أحمد سيفات إمري، والتي سخر منه أتاتورك لكونه من جزيرة كريت وفي نفس الوقت لا يعرف أغنية "ta koricya ta kaymene pu kimunde monaka" (الفتيات الفقيرات اللاتي ينمن بمفردهن).
وفقًا للسياسيَّان الأتراك محمود إسات بوزكورت وفالح رفقي أتاي، ربما يكون أتاتورك قد التقط بعضًا من اللُّغة المقدونية/البلغارية أيضًا، مستشهدًا بأمثلة مثل عندما أقنعه صديق بلغاري لوالدته بعدم المغادرة إلى الجبهة في الحرب اليونانية التركية حينما كان طالبًا حدثًا في عام 1897، أو حينما يستذكر حادثة وقعت في متجر حلويات شهير في صوفيا، حيث شاهد فلاحًا بلغاريًا يتجادل مع النادل ويعجب بطرقه، مستشهدًا بها كمثال على كون الفلاح "سيد الأمة". ومع ذلك، ليس من الواضح بأي لغة تمت هذه التفاعلات.
في مدرسة سالونيك العسكرية، درس أتاتورك كُلًا من اللُّغة العربيَّة والفارسيَّة والفرنسيَّة. كما درس اللغة الفرنسية في المدرسة الثانوية العسكرية بالمنستير، وذلك بمساعدة صديقه وزميله ورئيس الوزراء المستقبلي علي فتحي أوكيار، الذي عرّفه أيضًا على الفكر السياسي الفرنسي والثقافة الفرنسيَّة. في سنته الثانية عام 1897، شعر بعدم الرضا عن درجاته، فانضم إلى كلية فرنسيَّة لمدة 3 أشهر خلال إجازة زيارة الوطن في سالونيك، وبعد ذلك تحسنت لغته الفرنسية بشكل ملحوظ.
أما بالنسبة للغة العربيَّة، فمن غير الواضح ما هي درجة طلاقته بها، لكن معاصريه اللاحقين قالوا إنه يستطيع قراءة اللغة العربية جيدًا بما يكفي لدراسة القرآن وتفسيره بمفرده. أمضى أتاتورك فترات في وقت لاحق في دمشق وليبيا، حيث تعلم اللغة العربية. 
كانت اللغة الفرنسية هي اللغة الأجنبية التي يعرفها أتاتورك بأفضل ما يكون، حيث يتقنها بطلاقة، كما توجد لقطات فيديو له وهو يتحدث باللغة الفرنسية مع السفير الأمريكي جوزيف غرو. قرأ على نطاق واسع في اللغة، وقرأ كتبًا لأوغست كونت، وفولتير، وديمولان، ومونتسكيو، أو روسو. وفي خلال الفترة التي قضاها في بيكاردي الفرنسيَّة عام 1910، حضر المآدب مع فردينان فوش، حيث تحدثا باللغة الفرنسية. وفي تدوينة يومية بتاريخ 16 نوفمبر 1916، خلال حملة القوقاز ، ذكر قراءة رواية للروائي دوديه.
في الأكاديمية والكلية العسكرية في القسطنطينية، كانت اللغة الفرنسية مادة إلزامية وكان على الطلاب اختيار لغة أجنبية ثانية بين الألمانية أو الروسية. في بطاقات التقييم، مكتوب حرفيًا "ألمانية أو روسية"، ولكن وفقًا لمعاصريه، اختار أتاتورك اللغة الألمانية.[بحاجة لمصدر]

بينما كان يقرأ لمؤلفين روس مثل سيرجي سولوفيوف ، كان يستخدم ترجمات فرنسية، ويبدو من غير المرجح أنه تعلم اللغة الروسية على الإطلاق، لأنه لم يكن يملك أي كتب باللغة.

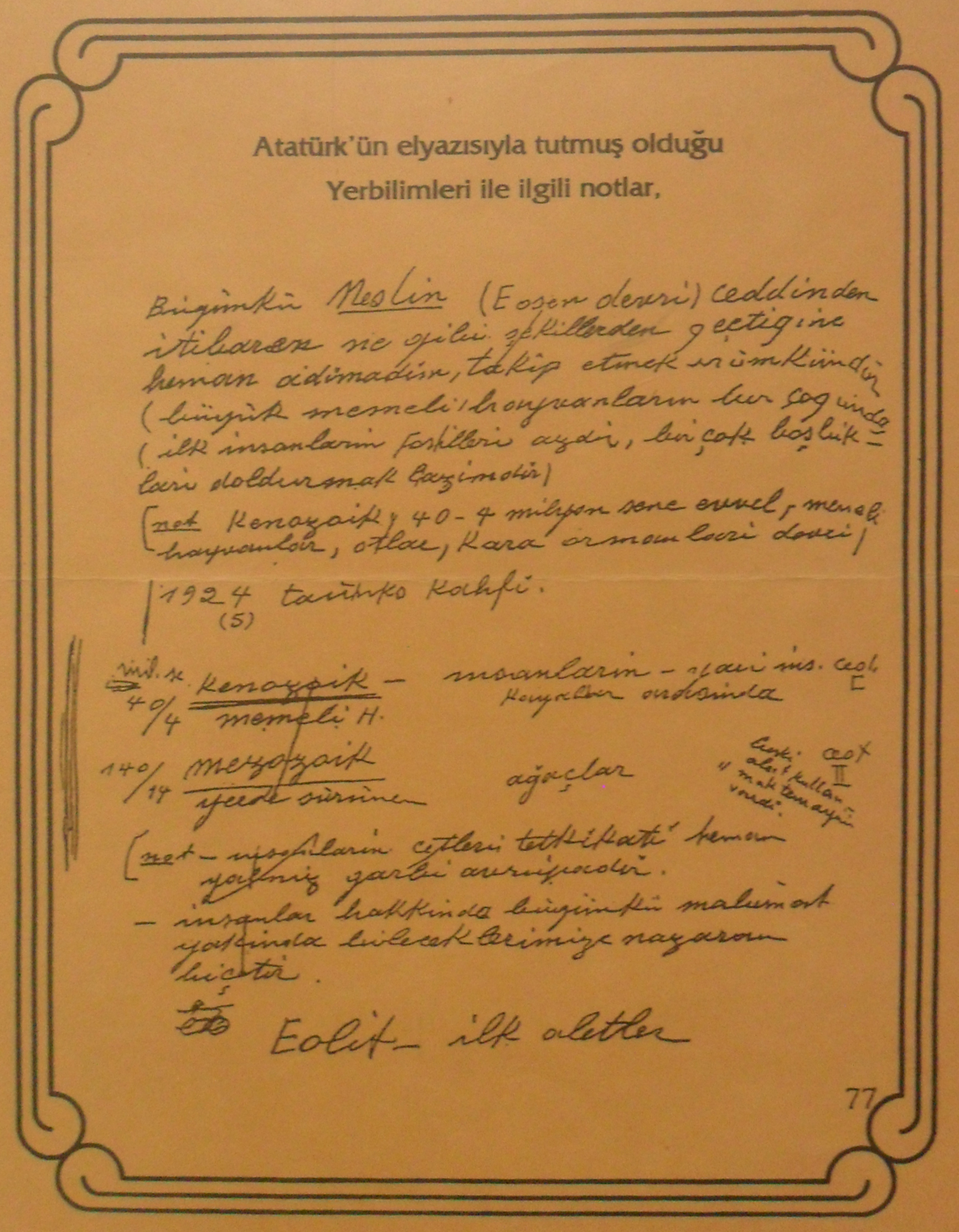
ملاحظات أتاتورك الجيولوجية. لقد أجرى أبحاثًا في العلوم الطبيعية والتاريخ والفلسفة.

في عام 1908، بينما كان أتاتورك كولاغاسي في الجيش الثالث، كتب ترجمات لكتابين للجنرال البروسي كارل ليتسمان من الألمانية إلى التركية العثمانية، وكلاهما نُشر في سالونيكا. في عام 1918، درس اللغة الألمانية وتلقى دروسًا أثناء تعافيه من الإصابات في كارلسباد وفيينا. حيث ضمت مكتبته الشخصية عشرات الكتب باللغة الألمانية، وكتب مقالات لصحيفة ألمانيَّة تُدعى Vossische Zeitung نُشرت في الفترة من 21 إلى 24 مارس 1930، حول موضوع ترجمة القرآن الكريم وكتاب عن حياة النبيُّ مُحمَّد إلى اللغة التركية. ومع ذلك، لم يشعر أبدًا بالثقة في اللغة الألمانية كما هو الحال في الفرنسية، وكان سيتحول إلى الأخيرة عندما يكون ذلك ممكنًا لوقته. تحتوي مكتبته أيضًا على عشرات الكتب المشروحة باللغة الإنجليزية، ومع ذلك كان معروفًا أنه يطلب أحيانًا من زملائه المقربين قراءة الكتب باللغة الإنجليزية وتلخيصها له. وهذا يعني أنه على الرغم من أنه كان يفهم اللغة الإنجليزية إلى حد ما، إلا أنه كان قارئًا بطيئًا في اللغة ولدرجة بسيطة.

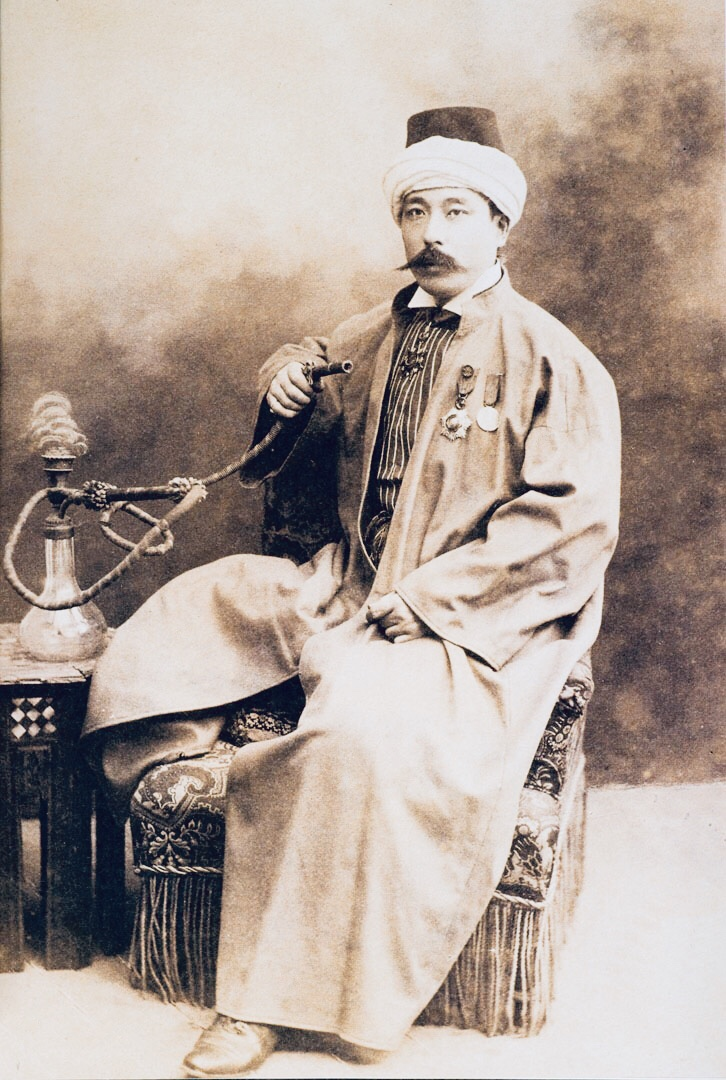
يامادا توراجيرو

تزعم بعض المصادر أن أتاتورك كان أحد الطلاب العثمانيين الذين تلقوا دروسًا في اللغة اليابانية من يامادا توراجيرو، وبحسب ما ورد كان لا يزال يناديه بالمدرب عندما زاره كرئيس لجمعية الصداقة التركية اليابانية في عام 1931.  ومع ذلك، يؤكد Avcı (2020) أن هذا الادعاء يجب أن يؤخذ بحذر، حيث يمكن إرجاعه إلى مصدر واحد فقط. 

## معتقداته الدينية

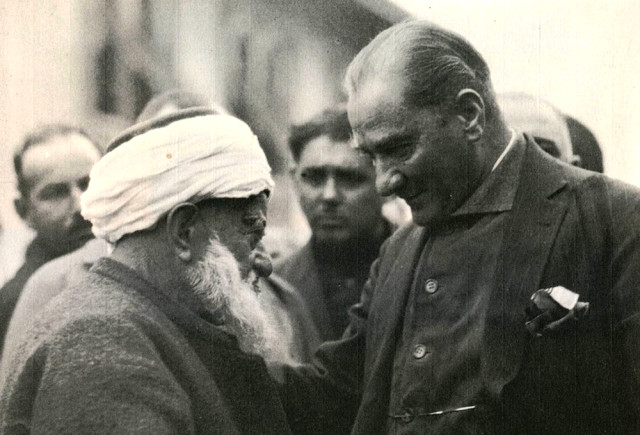
الرئيس مصطفى كمال باشا والمفتي عبد الرحمن كامل أفندي في أماسية (1930)

هناك جدل دائر حول معتقدات مصطفى كمال أتاتورك الدينية. وقد أكد بعض الباحثين أن خطاباته حول الدين دورية وأن آرائه الإيجابية المتعلقة بهذا الموضوع كانت محدودة في أوائل العشرينيات من القرن الماضي.
يؤكد بعض الباحثين غير الأتراك، وكذلك بعض الباحثين الأتراك، أن أتاتورك كان لديه شك في الدين ولا أدريًا، أي ربوبيًا يُؤمن بالله لكنه لا يُؤمن بالأديان، وربما ملحدًا، أو وحتى معاديًا للتديُّن بشكلٍ خاص ومعاديًا للإسلام بشكل عام.
تلقى في شبابه تدريباً دينياً، رغم أنه كان تدريبًا قصيرًا. وشمل تدريبه العسكري البصمة الدينية. كان يعرف اللغة العربية جيدًا بما يكفي لفهم القرآن وتفسيره. لكنه درس "تاريخ الإسلام" لليون كايتاني و"تاريخ الحضارة الإسلامية" لجرجي زيدان. قام أتاتورك لاحقًا بتأليف فصلًا دراسيًا بعنوان "التاريخ الإسلامي" عندما أراد إعداد كتب التاريخ للمدارس الثانوية. كانت المعرفة الدينية لأتاتورك عالية جدًا في طبيعتها ومستواها.
إلا أن باحثين آخرين يزعمون أنه كان مسلمًا تقيًا. ذكرت ابنة أتاتورك بالتبني أولكو أداتيبي أن أتاتورك أخبرها أنه يدعو الله قبل كل معركة.
وتعبيرًا عن رؤيته للدين باعتباره "مؤسسة ضرورية"، استخدم تعبيرات مثل "ديننا" و"ديننا العظيم" في إشارة إلى الإسلام. وبحسب الأرشفة الحكومية، فقد قال في خطابيه عامي 1922 و1923: "أيها السادة، الله واحد وأكبر". ولكن ذلك كان في العشرينات من القرن العشرين، فقد اختلفت الأقوال والأحاديث لاحقًا ولم يعد يتحدث بنفس النبرة.
في عام 1933، أجرى السفير الأمريكي تشارلز شيريل مقابلة معه. ووفقًا لشيريل، فقد نفى في المقابلة كونه لا أدريًا، وذكر أنه يعتقد أن هناك خالقًا واحدًا فقط. وقال أيضًا إنه يعتقد أنه من الجيد للبشرية أن تصلي إلى الله. وبحسب أتاتورك فإن الشعب التركي لا يعرف حقيقة الإسلام ولا يقرأ القرآن، حيث يتأثر الأتراك بالجمل العربية التي لا يفهمونها، وبسبب عاداتهم يذهبون إلى المساجد، وأنه عندما يقرأ الأتراك القرآن ويتفكرون فيه يتركون الإسلام.
أدلى أتاتورك بآخر بيان ديني مسجل له في 21 ديسمبر 1937، أي قبل حوالي 11 شهرًا من وفاته، مع السفيرين السوريين جميل مردم بك وعادل أرسلان. حينما سألوه عن لواء إسكندرون وسوريا التي تسيطر عليها فرنسا خلال الاجتماع في مطعم كاربيتش، أجاب أتاتورك:
«لا أستطيع! كلنا مسلمون! أقسم بشرفي أنني لن أتخلى عن (هاطاي)! أتمنى بشدة أن تعود الحكومة الفرنسية إلى رشدها. أقسم بشرفي أنني لن أستسلم. لكن ما تريده الجمهورية التركية دائمًا هو أن تكون سوريا دولة إسلامية مستقلة».

### التصور العام
يعتقد أتاتورك أن الدين مؤسسة مهمة ولكنه يشير إلى حصره في المُمارسات الفردية للإنسان وإلا أصبح ناقصًا، ويقول في ذلك:
«الدين مؤسسة مهمة. لا يمكن لأمة بدون دين أن تحيا. ومع ذلك، فمن المهم أيضًا أن نلاحظ أن الدين هو صلة بين الله والمؤمن الفرد. ولا يجوز السمسرة بين المتقين. أولئك الذين يستخدمون الدين لمصلحتهم الخاصة مكروهون. نحن ضد مثل هذا الوضع ولن نسمح به. إن الذين يستخدمون الدين بهذا الشكل قد خدعوا شعبنا. لقد حاربنا وسنواصل القتال ضد هؤلاء الأشخاص. واعلموا أن كل ما وافق العقل والمنطق ومصالح شعبنا واحتياجاته فهو يتوافق مع الإسلام على السواء. فإذا لم يتوافق ديننا مع العقل والمنطق، فلن يكون الدين الكامل، الدين النهائي».
إلا أن خطبه ومنشوراته انتقدت استخدام الدين كأيديولوجية سياسية. وعلى حد قوله: "لقد كانت الأديان أساس طغيان الملوك والسلاطين". وذكر أن الدين يجب أن يكون متفقا مع العقل والعلم والمنطق. وأنه لم تكن المشكلة في الدين، بل في كيفية فهم المؤمنين للدين وتطبيقهم. وأعرب أتاتورك عن ضرورة الفصل بين الدين والخرافة قائلًا:
«أريد أن أقول إن الأمة التركية يجب أن تكون أكثر تديناً، أي أن تكون متدينة بكل بساطتها. والحقيقة أن الدين لا يحتوي على ما يمنع التقدم. ولكن هناك دين آخر بيننا أكثر تعقيدًا ومصطنعًا ومكون من الخرافات. إذا لم يتمكنوا من الاقتراب من النور، فقد فقدوا أنفسهم. سوف ننقذهم».
وأنه لا يمكن فهم الدين الحقيقي ما دام الأنبياء الكذبة معزولين والمعرفة الدينية مستنيرة. إن الطريقة الوحيدة للتعامل مع الأنبياء الكذبة هي التعامل مع أمية الشعب التركي وتحيزه.

### الدين والفرد

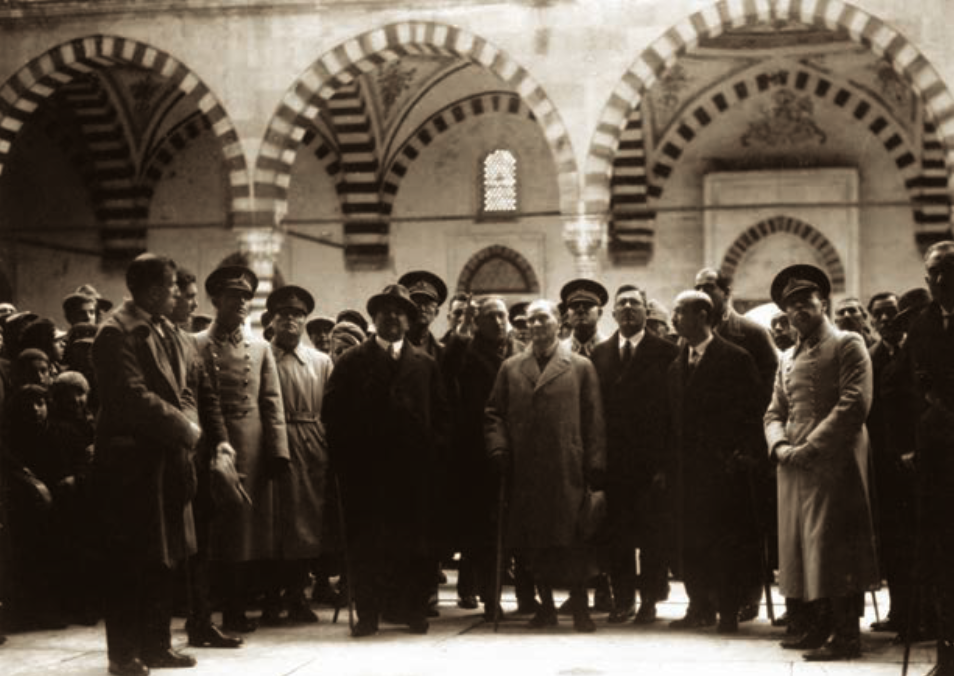
أتاتورك يزور مسجد السليمية، أدرنة في 25 ديسمبر 1930.

يُعتبر الدين، وخاصة الإسلام، بين الفرد والله في نظر أتاتورك. كان يعتقد أنه من الممكن مزج التقاليد المحلية (المبنية على الإسلام) والحداثة الغربية بشكل متناغم ومُتوافق. وفي هذه المعادلة، فإنه أعطى المزيد من التركيز نحو التحديث. كان هدف تحديثه هو تحويل الهياكل الاجتماعية والعقلية (التقاليد الإسلامية الأصلية) للقضاء على الأفكار غير العقلانية والخرافات السحرية وما إلى ذلك، وقد يكون بسبب انتشارها بين المُجتمع المُحيط به.
لم يكن أتاتورك ضد الدين، بل كان ضد ما اعتبره جميع العناصر الدينية والثقافية العثمانية التي وضعت حدودًا لكينونة الناس، حسب جيكوب لانداو. فقد ركز إصلاحاته (فيما يتعلق بالسيادة الشعبية) على العقبات التي تعترض الخيارات الفردية التي تنعكس في الحياة الاجتماعية. لقد رأى أن القانون المدني وإلغاء الخلافة أمر ضروري لانعكاس الخيارات الفردية. لقد نظر إلى الدين على أنه مسألة ضمير أو عبادة، وليس سياسة. أفضل رد على هذه المسألة يأتي من قوله:
| « | الدين مسألة ضمير. فالإنسان حر دائمًا في التصرف وفقًا لإرادة ضميره. نحن (كأمة) نحترم الدين. ليس في نيتنا الحد من حرية العبادة، بل ضمان عدم تشابك شؤون الدين وأمور الدولة. | » |

كان أتاتورك يؤمن بحرية الدين، لكنه كان مفكراً علمانياً ولم يكن مفهومه عن الحرية الدينية بلا حدود. وقد فرق بين الممارسة الاجتماعية والشخصية للدين. فقد طبق الاعتبارات الاجتماعية (المتطلبات العلمانية) عندما تم النظر في الممارسة العامة للدين. وقال أنه لا يمكن لأحد أن يجبر آخر على قبول أي دين أو طائفة (حرية المعتقد). كما أن لكل شخص الحق في أداء أو إهمال، إذا رغب في ذلك، التزامات أي دين يختاره (حرية العبادة)، مثل الحق في عدم صيام شهر رمضان.

### الدين والسياسة
وفقًا للمؤرخ كمال كربات، فإن الحركات التي تنظر إلى الإسلام كحركة سياسية أو على وجه الخصوص التي تنظر إلى الإسلام كدين سياسي، ترى أن أتاتورك لم يكن "مؤمنًا حقيقيًا" أو "مسلمًا متدينًا". ومن الطبيعي أن يتم تكييف هذا المنظور، ويقول كربات: "لم يكن ضد الإسلام، بل أولئك الذين هم ضد سلطته السياسية باستخدام الحجج الدينية".
نقلت الصحفية البريطانيَّة جريس إليسون عن أتاتورك في كتابها تركيا اليوم:
"ليس لدي دين، وأحيانا أتمنى أن تكون جميع الأديان في قاع البحر. إنه حاكم ضعيف يحتاج إلى الدين لدعم حكومته، وكأنه سيوقع شعبه في فخ. شعبي ذاهب لتعلم مبادئ الديمقراطية، وإملاءات الحقيقة، وتعاليم العلم، يجب أن تذهب. دعهم يعبدون كما يريدون، ويمكن لكل إنسان أن يتبع ضميره، بشرط ألا يتعارض مع العقل السليم أو يمنعه من الحرية من زملائه".
إلا أن هذا التصريح قوبل بالشك، فحسب ما جاء في دفاتر أتاتورك، فإنه يذكر بخط يده أن صحفيًا بريطانيًا (في إشارة إلى جريس إليسون) كتب ما لم يقله وقام بتحريف ما قاله:
"أجرت مراسلة صحيفة بريطانية مقابلة معي. كتبت أشياء لم أخبرها بها وفسرت ما قلته ضدنا. لقد منعتها. لقد وعدتني. أدركت أنها جاسوسة مدربة مثل بقية الناس في إسطنبول".
في 1 نوفمبر 1937، قال في كلمته أمام البرلمان:
| « | من المعروف للعالم أن برنامجنا الرئيسي في إدارة دولتنا هو برنامج حزب الشعب الجمهوري. والمبادئ التي يغطيها هي الخطوط الرئيسية التي تنيرنا في الإدارة والسياسة. لكن لا يجب أبدًا مساواة هذه المبادئ بعقائد الكتب التي يفترض أنها نزلت من السماء. نحن لا نستمد إلهامنا من السماء أو من عالم الغيب، بل نستمده مباشرة من الحياة. إن طريقنا يسترشد بالوطن الذي نعيش فيه، وبالأمة التركية التي نحن أعضاء فيها، وبالاستنتاجات التي استخلصناها من تاريخ الأمم الذي يسجل ألف كارثة وكارثة ومعاناة. | » |

دين العرب
وصف أتاتورك الإسلام بأنه دين العرب في عمله الخاص الذي يحمل عنوان Vatandaş için Medeni Bilgiler من خلال آرائه النقدية والقومية:
| « | حتى قبل قبول دين العرب، كان الأتراك أمة عظيمة. وبعد القبول بدين العرب، لم يؤثر هذا الدين على جمع العرب والفرس والمصريين مع الأتراك ليكونوا أمة. (هذا الدين) بدلا من ذلك، خفف من الرابطة الوطنية للأمة التركية، وخدر الإثارة الوطنية. وكان هذا طبيعيا جدًا. لأن غرض الدين الذي أسسه مُحمَّد، على سائر الأمم، كان الجر إلى سياسة قوميَّة عربيَّة شاملة. | » |

## الأيام الأخيرة، 1937-1938
خلال عام 1937، بدأت تظهر مؤشرات على تدهور صحة أتاتورك. في أوائل عام 1938، بينما كان في رحلة إلى يالوفا، أصيب بمرض خطير[أي منها؟]. وبعد فترة قصيرة من العلاج في يالوفا، لوحظ تحسن واضح في صحته، لكن حالته ساءت مرة أخرى بعد رحلاته أولاً إلى أنقرة، ثم إلى مرسين وأضنة. ولدى عودته إلى أنقرة في مايو، أُوصي بالذهاب إلى إسطنبول لتلقي العلاج، حيث تم تشخيص إصابته بتليف الكبد.
وخلال إقامته في إسطنبول، بذل جهدًا لمواكبة أسلوب حياته المعتاد لفترة من الوقت، حيث ترأس اجتماع مجلس الوزراء، وعمل على قضية هاطاي، واستضاف ملك رومانيا كارول الثاني خلال زيارته في يونيو. وبقي على متن يخته الذي وصل حديثا، سافارونا ، حتى نهاية شهر يوليو، وبعد ذلك ساءت حالته الصحية مرة أخرى، ثم انتقل إلى غرفة مُخصصة له في قصر دولمة بهجة.[بحاجة لمصدر]

## الموت والجنازة

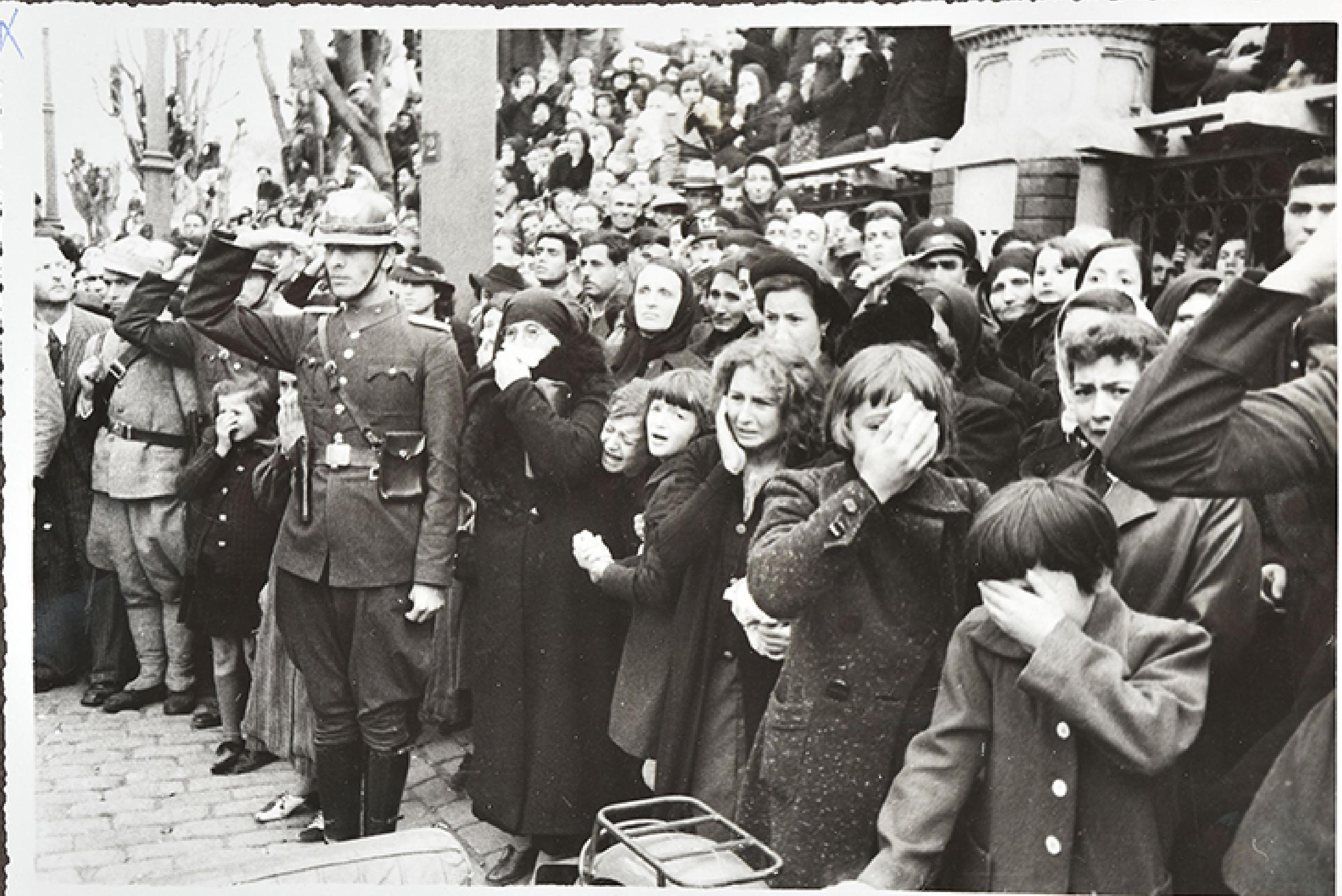
الناس يبكون في جنازة أتاتورك

توفي أتاتورك في قصر دولمة بهجة بإسطنبول يوم 10 نوفمبر 1938، الساعة 09:05 عن عمر ناهز 57 عامًا. وفقًا للشهادات المتداخلة لكل من كيليتش علي وحسن رضا سوياك، اللذين كانا مع أتاتورك وقت وفاته، كانت كلمات أتاتورك الأخيرة هي التحية الدينية، "عليكم السلام" (وعليكم السلام). ويعتقد أنه مات بسبب تليف الكبد. أثارت جنازة أتاتورك الحزن في تركيا، وأرسلت سبعة عشر دولة ممثلين خاصين، بينما ساهمت تسع دول بمفارز مسلحة في الموكب.
في نوفمبر 1953، تم نقل رفات أتاتورك من متحف الإثنوغرافيا في أنقرة بحلول عام 138. من خلال ضباط الاحتياط الشباب في موكب امتد لمسافة اثنان ميل (3 كـم) بما في ذلك الرئيس ورئيس الوزراء وكل وزير وكل نائب برلماني وكل حاكم إقليمي وكل دبلوماسي أجنبي.
كان أحد الأدميرال يحرس وسادة مخملية تحمل وسام الاستقلال، وهي الزخرفة الوحيدة من بين العديد من الزخارف الأخرى التي فضل أتاتورك ارتدائها. أخيرًا دُفن في ضريحه آنيت كابير. وأشار أحد المسؤولين: "كنت في الخدمة الفعلية أثناء جنازته، عندما ذرفت دموعًا مريرة عند الموت. اليوم لست حزينًا، لمدة 15 عامًا". علمتني السنوات أن أتاتورك لن يموت أبدًا."
كان أسلوب حياته دائمًا شاقًا. كان استهلاك الكحول أثناء مناقشات العشاء، والتدخين، وساعات طويلة من العمل الشاق، وقلة النوم، والعمل على مشاريعه وأحلامه هو أسلوب حياته. وكما قال المؤرخ ويل ديورانت، "إن الرجال الذين كرسوا أنفسهم للحرب والسياسة والحياة العامة يبلون بسرعة، وكان الثلاثة جميعهم شغف أتاتورك".[بحاجة لمصدر]

## وصيته
في وصيته المكتوبة في 5 سبتمبر 1938، تبرع بجميع ممتلكاته لحزب الشعب الجمهوري، ملتزمًا بشرط أنه من خلال الفوائد السنوية لأمواله، سيتم رعاية أخته مقبولي وأطفاله المتبنين، والتعليم العالي. كما أنه سيتم تمويل أطفال عصمت إينونو، وسيتم منح الباقي لجمعية اللغة التركية والجمعية التاريخية التركية.

## ملحوظات
1. ↑  ينص القانون على أنه لا يجوز استخدام اللقب "أتاتورك" إلا من قبل مصطفى كمال نفسه، أول رئيس لتركيا. يمكن تقسيم اللقب "أتاتورك" إلى قسمين، "أتا" و"تورك"، حيث تعني "أتا" في العربيَّة "الأب" أو "الجد"، بينما تعني "تورك" ببساطة "الترك"، أي "الشعب التركي". ومن ثم فإن كلمة "أتاتورك" تُترجم بشكل أفضل إلى "أبو الشعب التركي". الممارسة الشائعة الحالية في تركيا وكذلك في الخارج هي الإشارة إليه باسم مصطفى كمال أتاتورك.